# Sdr. Omfartsvej (Brønderslev)
Sdr. Omfartsvej  er en tosporet omfartsvej der går syd vest om Brønderslev. 
Vejen er en del af sekundærrute 543 der går fra Saltum til Hirtshalsmotorvejen E39 øst for Brønderslev, og Ring 2 der går halvvejs rundt om Brønderslev. 
Den er med til at lede trafikken uden om Brønderslev, så byen ikke bliver belastet af så meget gennemkørende trafik.
Vejen forbinder Agdrupvej i nord med Ålborgvej i øst. 